# عسكرة الشرطة
عسكرة الشرطة (بالإنجليزية: militarization of police) هي استخدام التقنية والتكتيكات العسكرية من جانب ضباط إنفاذ القانون. يشمل هذا استخدام ناقلات الجنود المدرعة (إيه بي سي) وبنادق الاقتحام والبنادق الرشاشة والقنابل اليدوية المفلطحة وبنادق القنص وفرق إس دبليو إيه تي (الأسلحة والتكتيكات الخاصة). ترتبط عسكرة إنفاذ القانون أيضًا بجمع المعلومات على غرار وكالة الاستخبارات التي تستهدف الجمهور والناشطين السياسيين وبأسلوب أكثر عدوانية في إنفاذ القانون. وقد عرّف أستاذ العدالة الجنائية بيتر كراسكا عسكرة الشرطة بأنها «العملية التي تستمد فيها الشرطة المدنية بشكل متزايد من مبادئ النزعة العسكرية والنموذج العسكري وتنسجم معها».
لاحظ المراقبون عسكرة شرطة مراقبة الاحتجاجات. منذ السبعينيات، أطلقت شرطة مكافحة الشغب النار على المتظاهرين باستخدام البنادق بالرصاص المطاطي أو الرصاص البلاستيكي. وكان الغاز المسيل للدموع، الذي طوره جيش الولايات المتحدة لمكافحة الشغب في عام 1919، ما يزال يستخدم على نطاق واسع ضد المتظاهرين. تحظر المعاهدات الدولية المختلفة التي وقعتها معظم الدول استخدام الغاز المسيل للدموع في الحرب؛ ومع ذلك، يُسمح بإنفاذ القانون أو استخدامه العسكري في الحالات الداخلية أو غير القتالية.
أثيرت المخاوف بشأن عسكرة الشرطة من قِبَل طرفي الطيف السياسي في الولايات المتحدة إذ أعرب كل من معهد كاتو الليبرالي والاتحاد الأمريكي للحريات المدنية (إيه سي إل يو) عن انتقادات لهذه الممارسة. وقد وُضعت منظمة الشرطة الأخوي تأييدًا لتجهيز ضباط إنفاذ القانون بالمعدات العسكرية، زاعمة العمل على زيادة سلامة الضباط وتمكينهم من حماية أفراد الجمهور وغيرهم من المستجيبين الأوائل (مثل رجال الإطفاء وموظفي الخدمات الطبية في حالات الطوارئ). ومع ذلك، أظهرت دراسة عام 2017 أن قوات الشرطة التي حصلت على المعدات العسكرية كانت أكثر عرضة لمواجهة العنف مع الجمهور، بغض النظر عن معدلات الجريمة المحلية. وجدت دراسة أجريت في عام 2018 أن وحدات الشرطة العسكرية في الولايات المتحدة كانت أكثر انتشارًا في المجتمعات المحلية التي يتواجد فيها العديد من الأمريكيين من أصل أفريقي، حتى بعد السيطرة على معدلات الجريمة المحلية.
لدى العديد من البلدان أيضًا قوات الدرك، وهي قوة عسكرية لها واجبات إنفاذ القانون بين المدنيين.
تصنف فرنسا بعض الأسلحة على أنها «أسلحة القوة الوسيطة»، مثل نسخة إل بي دي 40 المطورة من قاذفة القنابل اليدوية العسكرية السويسرية بي تي جل 06 التي تستخدم في حالات مكافحة الشغب أو ضد أشخاص فرديين في تدخلات أكثر تحديدًا.
مع أن بعض الأسلحة لا تملك القوة الكاملة من البنادق العسكرية، فإنها أثقل من أسلحة الشرطة النظامية وما تزال فعالة. وكثيرًا ما يشار إلى هذه الحالات بمصطلح «الفتك المحدود».

## البرازيل
في عام 2013، شهدت البرازيل مظاهرات في جميع أنحاء البلاد احتجاجًا على نقص الخدمات الأساسية بينما كانت البلاد تنفق المليارات على كأس العالم والألعاب الأولمبية. ردّت قوات الشرطة غير المستعدة والمبالغة في ردة فعلها بطريقة صدمت المتظاهرين من الطبقة المتوسطة إلى حد كبير. استخدمت الشرطة أسلحة «غير قاتلة» مثل رذاذ الفلفل والرصاص المطاطي بينما كانت ترتدي من الرأس إلى الأصابع في معدات القتال الكاملة شبيهة بالنينجا، وألقت القبض دون تمييز على متظاهري «بلاك بلوك» العنيفين والمعروفين بتكتيكاتهم المواجهة وآرائهم الفوضوية، إلى جانب المتظاهرين غير العنيفين الذين يسيرون بسلام. ونتيجةً لذلك، «... الدعوات إلى إزالة عسكرة الشرطة - من الحركات الاجتماعية والمنظمات غير الحكومية، بل وحتى من قطاعات الشرطة نفسها - أصبحت واسعة الانتشار وتظل إحدى موروثات كأس العالم». كتبت صحيفة ذا برازيليان: « ما تزال الشرطة العسكرية اليوم، وإن لم تكن جناحًا للقوات المسلحة بشكل رسمي، مؤسسة ذات تسلسل هرمي عسكري صارم وتدريب يحتفظ بإيديولوجية عسكرية وممارسات كثيرًا ما تشبه قوات الاحتلال التي تغزو مناطق العدو».
الوحدات التي استجابت للاحتجاجات هي وحدات مكافحة الشغب، وهي وحدات متخصصة في مكافحة أعمال الشغب. تُعتبر الشرطة العسكرية هي قوة مساعدة واحتياطية تابعة للجيش، تخضع للمفتشية العامة للشرطة العسكرية، وهي جزء من قيادة العمليات البرية. لكن في وقت السلم، يعمل حاكم الولاية كقائد أعلى للشرطة وفيلق مكافحة الحرائق، وفقًا لدستور البرازيل، المادة 144 الفقرة 6، إذ يقال إن «الشرطة العسكرية وفيلق رجال الإطفاء والقوات المساعدة والاحتياطية للجيش، تخضع نفسها، مع الشرطة المدنية، للولاية والقوات الفيدرالية».

## كندا
كتب الخبير القانوني الكندي مايكل سبرات: «...لا شك أن الشرطة الكندية تبدو أحيانًا أشبه بالمرتزقة العسكريين في مرحلة ما بعد الرعب من حماة السلام. خدمات الشرطة لدينا كانت تحصل على ملامح أقرب إلى الألعاب العسكرية - وهو اتجاه خطير في طريقة التحليل النقدي في وسائل الإعلام الرئيسية». وقد حصلت أعداد متزايدة من وكالات الشرطة الكندية على مركبات مصفحة في السنوات الأخيرة. في عام 2010 اشترت دائرة شرطة أوتاوا مركبة لينكو جي 3 بير كات بمبلغ 340،000 دولار، والمصنوعة من «الفولاذ العسكري بسماكة نصف بوصة وزجاج باليستي عيار 50 وأرضيات مقاومة للانفجار وموانئ مدفعية مصممة خصيصًا لذلك إلى جانب أبراج سقفية».
أظهرت الاحتجاجات  في تورنتو عام 2010 أن عسكرة أعمال الشرطة الاحتجاجية لا تحدث فقط في الولايات المتحدة. استخدمت الشرطة في تورنتو مدافع الصوت أو أجهزة الصوت بعيدة المدى (إل آر إيه دي) - وهو السلاح الذي تم تطويره لاستخدامه في الصراعات في الشرق الأوسط فضلًا عن الحواجز والاعتقالات الوقائية ووحدات مكافحة الشغب. وفقًا لكيفن والبي، وهو أستاذ مساعد في قسم العدالة الجنائية في جامعة وينيبيغ، فقد كتب: «الجانب الأكثر إثارة للاهتمام في عسكرة الشرطة هو في الواقع الجانب الاستراتيجي»؛ فالشرطة «تتلقى تدريبًا خاصًا مع أخصائيي التكتيك على الطراز العسكري، لا سيما عندما يتعلق الأمر بأوضاع مثل السيطرة على الحشود والمراقبة على نحو متزايد.
في الثالث من يونيو عام 2015، أفيد بأن «ضباط من التجمع الكونغولي من أجل الديمقراطية بدأوا في حمل أسلحة إم بي 5 علنًا أمام مجلس البرلمان كجزء من زيادة واضحة لأمن البرلمان في أعقاب الهجوم الإرهابي في أكتوبر الماضي» في عام 2014. يقول عضو مجلس الشيوخ المحافظ فيرن وايت، وهو ضابط سابق في الجيش الملكي الكونغولي ورئيس شرطة أوتاوا السابق: «بعض ضباط الجيش الكونغولي لحراسة البرلمان ضد الهجمات الإرهابية المحتملة ينبغي أن تكون مسلحة ببنادق مماثلة لتلك التي تحملها القوات الكندية في أفغانستان... ذلك أن مسدس كولت سي8 يُعتبر الأكثر قوة وشعبية مع فرق الشرطة التكتيكية والقوات الكندية وغيرها من قوات حلف الناتو. يجادل وايت بأن هذه المسدسات ستمنح الضباط مدى رماية أطول بكثير من رشاشات إم بي5 قصيرة الماسورة. «تقوم شرطة الخيالة الملكية الكندية بإصدار أكثر من 2200 مسدس سي 8 لضباطها» لكن شرطة الخيالة الملكية الكندية لم توضح ما إذا كان سيتم منح مسدسات سي8 إلى مسؤولي البرلمان.
تواجه شرطة الخيالة الملكية وقوات الشرطة مشكلة استخدام المركبات المدرعة الفائضة من جانب قوات الشرطة الإقليمية وقوات الشرطة الأخرى في جميع أنحاء البلد تحديًا من جانب المحامين والأكاديميين لأنهم يستطيعون بسهولة توجيه رسالة خاطئة إلى الجمهور. وفقًا لما ذكره مايكل سبرات، وهو محام جنائي في أوتاوا، فإن الأموال المستخدمة في اقتناء المركبات من الأفضل أن تُستخدم في أنشطة منع الجريمة.